# Tetrapterum
Tetrapterum là một chi rêu trong họ Pottiaceae.